# Sarcophaga nearctica
Sarcophaga nearctica är en tvåvingeart som beskrevs av Parker 1916. Sarcophaga nearctica ingår i släktet Sarcophaga och familjen köttflugor. Inga underarter finns listade i Catalogue of Life.